# Jafumega
O projecto Jafumega (por vezes grafado Jáfumega, Jafu - mega, Jafu'mega ou Jáfu'mega) é uma banda de música portuguesa da década de 1980.

## Biografia
O grupo nasceu como consequência do fim do quarteto de adolescentes Mini Pop, grupo com os irmãos Barreiros (Mário, Eugénio e Pedro) que chegou a ter algum sucesso na década de 1970.
O disco de estreia dos Jafumega, totalmente em inglês, foi editado em 1980 com o nome Estamos Aí.
Aproveitando a onda musical que acontecia em Portugal no início dos anos 80, os Jafumega decidem cantar em português, lançando o single "Dá-me Lume" que teve bastante sucesso graças ao tema "Ribeira".
Em 1982, os Jafumega lançaram o álbum homónimo que inclui temas como "Latin'américa", "Kasbah" e "Nó Cégo". Algumas das letras eram da autoria de Carlos Tê. O álbum foi bem recebido pelo público e crítica e nesse ano tocam em Vilar de Mouros.
Em 1983 editaram o álbum Recados, com temas como "Romaria" e "La Dolce Vita",  mas que não é tão bem recebido e o grupo faz uma paragem.
Em 1985 ainda é anunciada a intenção da banda lançar um novo disco, São João Brejeiro mas não se chegou a concretizar.
Passados 30 anos, em 2013, os membros originais reavivam o grupo e fazem vários concertos em Portugal.

## Integrantes
- Mário Barreiros (guitarra)
- Eugénio Barreiros (teclado e vozes)
- Pedro Barreiros (baixo)
- José Nogueira (saxofone e sopros)
- Álvaro Marques (bateria)
- Luís Portugal (voz principal)
- Carlos Vélez (guitarra)

## Discografia
- Estamos Aí (LP, Metro-Som, 1980)
- Jáfumega (LP, Polygram, 1982)
- Recados (LP, Polygram, 1983)
- Jáfumega (compilação, Polygram, 1990)
- Jafumega  O Melhor Dos Jafumega (Compilação) EMI-VC 1998 CD
- Jáfumega Ribeira Reeditado (Reedição do LP Original) EMI-VC 2007 CD

### Singles
- Dá-me Lume/Ribeira (Single, Metro-Som, 1981).
- Running Out/Zugueira (Single, Metro-Som, 1982).
- There You Are/My Daddy's Rock (Single, Metro-Som, 1982)
- Latin'América/Nó Cego (Single, Polygram, 1982)
- La Dolce Vita/Romaria (Single, Polygram, 1983)

### Compilações
- O Melhor de 2 - Taxi/Jafu'mega (Compilação, Universal, 2001)